# Henry A. Miley junior

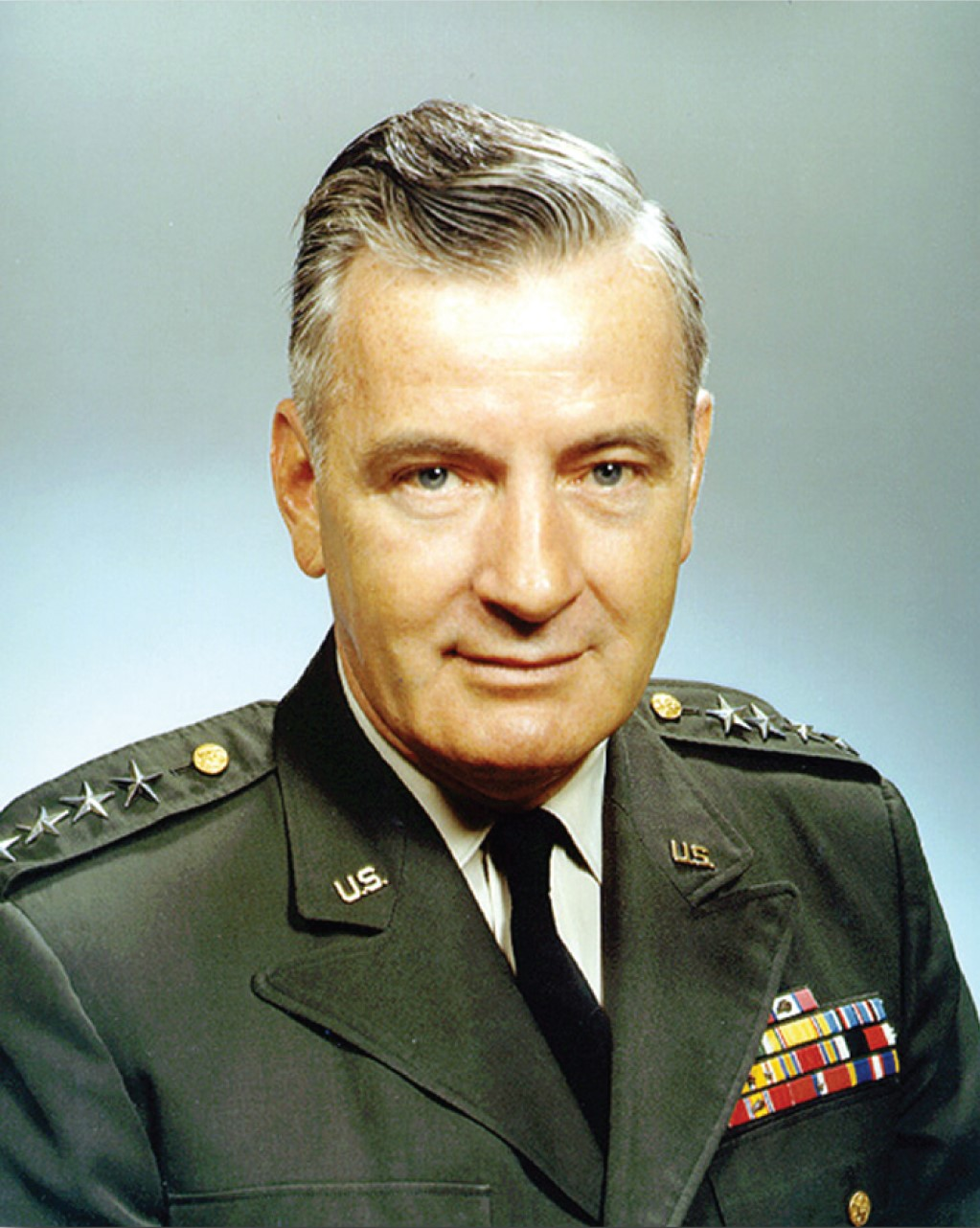
Henry A. Miley Jr.

Henry Augustine Miley Jr. (* 14. Februar 1915 in Boston, Massachusetts; † 6. Februar 2010 in Tampa, Hillsborough, Florida) war ein Viersterne-General der United States Army. Zuletzt kommandierte er den United States Army Materiel Command (AMC).
Henry Miley Jr. war ein Sohn von Henry Augustine Miley Sr. (1880–1958) und dessen Frau Jean MacWilliam (1883–1966). Er besuchte die öffentlichen Schulen seiner Heimat einschließlich der Boston Latin School. In den Jahren 1937 bis 1940 durchlief er die United States Military Academy in West Point. Nach seiner Graduation wurde er als Leutnant dem Küstenartillerie Corps des Heeres (United States Army Coast Artillery Corps) zugeteilt. In der Armee durchlief er anschließend alle Offiziersränge bis zum Viersterne-General.
Im Lauf seiner militärischen Karriere absolvierte Miley auch verschiedene Kurse und Schulungen. Dazu gehörte die Anti-Aircraft School (1942), die Northwestern University (1947–49) und das United States Army War College (1957).
Miley wurde zunächst nach Fort Monroe in Virginia und ab Dezember 1941 nach Oʻahu, einer zu Hawaii gehörenden Insel, versetzt. Ende 1942 kehrte er auf das amerikanische Festland zurück, wo er einer Flugabwehr Einheit (33rd Anti-Aircraft Artillery Group) zugeteilt wurde. In dieser Einheit verblieb er bis zum Jahr 1944. In dieser Zeit nahm er an den verschiedenen Ausbildungsphasen dieser Einheit in Fort Bliss in Texas teil. Seit Februar 1944 nahm Miley mit seiner Einheit aktiv am Geschehen des Zweiten Weltkriegs teil. Er wurde nach Neuguinea versetzt und war an den Kämpfen im Norden der Insel beteiligt.
Im Januar 1945 wechselte Miley von der Artillerie zum Ordnance Corps, das sich mit Waffen und Materialbeschaffung befasste. Nach der Befreiung Manilas von der japanischen Besetzung wurde er als Angehöriger dieses Corps Anfang 1945 dorthin versetzt. Er blieb bis 1946 auf den Philippinen, wo er zunächst ein Bataillon kommandierte und danach die Leitung eines großen Materiallagers innehatte.
Nach seiner Rückkehr in die Vereinigten Staaten war er für einige Zeit als Lehrer an der Forschungs- und Entwicklungseinrichtung Aberdeen Proving Ground tätig. Von 1950 bis 1953 war er bei der staatlichen Munitionsfabrik Frankford Arsenal bei Pittsburgh in Pennsylvania als Comptroller und Manager beschäftigt. Die folgenden drei Jahre verbrachte er in Deutschland, wo er im Hauptquartier von USAREUR in Heidelberg Stabsoffizier für Logistik (G4) war. Ende der 1950er Jahre war Miley Stabsoffizier im Pentagon. Es folgten zwei weitere Posten in Deutschland, wo er zunächst in den Jahren 1961 bis 1963 den Advanced Weapons Support Command in Pirmasens leitete. Dann kehrte er nach Heidelberg zu USAREUR zurück, wo er erneut als Stabsoffizier tätig war. Von März 1964 bis August 1966 war er Stabsoffizier beim United States Army Materiel Command.
Von August 1966 bis Juni 1969 war er beim Department of the Army in der Abteilung für Nachschub und Materialverwaltung (G4, DCSLOG) tätig. Danach erfolgte seine Ernennung zum Generalleutnant und zum stellvertretenden Kommandeur des United States Army Materiel Command. Am 1. November 1970 erfolgte seine Beförderung zum Viersterne-General mit gleichzeitiger Übernahme des Kommandos über den United States Army Materiel Command. Dabei trat er die Nachfolge von General Ferdinand J. Chesarek an. Henry Miley übte dieses Kommando bis zum 12. Februar 1975 aus. Anschließend ging er in den Ruhestand.
Henry Miley verbrachte die meiste Zeit seines Lebensabends in Lusby im Calvert County, Maryland. Er arbeitete einige Jahre für die American Defense Preparedness Association in Washington, D.C. Außerdem genoss er längere Auslandsreisen. Später lebte er auch, vor allem in den Wintermonaten, in Tampa in Florida. Dort verstarb er am 6. Februar 2010. Auf dem Friedhof von Lusby befindet sich ein Kenotaph für ihn. Dort sind auch seine beiden ersten Ehefrauen beigesetzt. Er selbst fand seine letzte Ruhe auf dem Nationalfriedhof Arlington.

## Orden und Auszeichnungen
Henry Miley erhielt im Lauf seiner militärischen Laufbahn unter anderem folgende Auszeichnungen:
- Army Distinguished Service Medal (3-mal)
- American Defense Service Medal
- American Campaign Medal
- Asiatic-Pacific Campaign Medal with (3-mal)
- World War II Victory Medal
- Army of Occupation Medal
- National Defense Service Medal (2-mal)
- Philippine Liberation Ribbon (Philippinen)
- Philippine Independence Ribbon (Philippinen)